# ساینواستیل
ساینواستیل (انگلیسی: Sinosteel) شرکت فولاد چینی است، که در سال ۱۹۹۳ تأسیس شد.